# رنه نیکولاس شارل آگوستین موپو
رنه نیکولاس شارل آگوستین موپو (به فرانسوی: René-Nicolas-Charles-Augustin de Maupeou) (فرانسوی: [mopu]; ۲۵ فوریه ۱۷۱۴–۲۹ ژوئیه ۱۷۹۲) وکیل، سیاستمدار و صدر اعظم فرانسه بود که تلاشهایش برای اصلاح نشانگر از کار افتادگی دیکتاتوری روشنگر در فرانسه بود. شهرت او به خاطر تلاشهایش در ۱۷۷۰–۱۷۷۴ برای تخریب سیستم پارلمانها که دادگاه‌های محلی قدرتمند بودند، است. وقتی لویی پانزدهم در ۱۷۷۴ مرد، پارلمانها به حالت قبلی بازگشتند و موپو قدرتش را از دست داد.

## ابتدای زندگی
او در مونپولیه در خاواده ای در قرن شانزدهم به مقام اشرافیت رسیده بود به دنیا آمد. بزرگترین فرزند رنه شارل موپو (۱۶۸۸–۱۷۷۵) که رئیس پارلمان پاریس از ۱۷۴۳ تا ۱۷۵۷ بود.